# Videojoc musical
Els videojocs musicals són videojocs, cadascun de diferent tipus, en els quals es pot cantar cançons que t'agraden, fer composicions musicals, etc. Ara a quasi totes les plataformes hi ha videojocs musicals, podem veure Playstation 2, Playstation 3, Nintendo Wii, Nintendo DS, Xbox 360, etc. Entre els videojocs musicals més destacats trobem:
- Guitar Hero
- Rock Band
- SingStar
- Boogie
- Lips
- DJ Hero